# Volonté générale
 (juin 2012).
Si vous disposez d'ouvrages ou d'articles de référence ou si vous connaissez des sites web de qualité traitant du thème abordé ici, merci de compléter l'article en donnant les références utiles à sa vérifiabilité et en les liant à la section « Notes et références ».

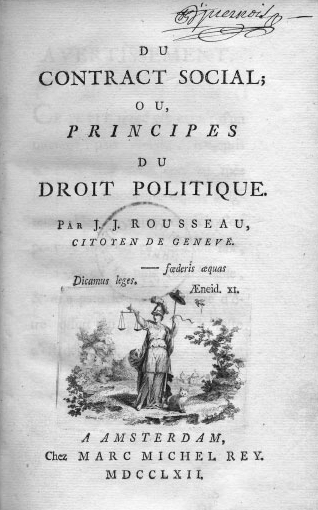
Page de titre du Contrat social, de Rousseau.

La volonté générale désigne, en philosophie politique, la volonté du peuple par chacune de ses parties visant le bien de tous (l'intérêt général), y compris pour son intérêt propre. Développé par Jean-Jacques Rousseau dans Du contrat social, ce concept fécond a connu une grande postérité.

## Concept
C'est sur la volonté générale que repose le contrat social. La volonté générale est le corollaire de l'institution du peuple comme souverain. Chaque partie du peuple souverain doit viser l'intérêt général.
La volonté générale se distingue de la volonté particulière, par laquelle chaque individu recherche son bien personnel. Si un membre du peuple vote en visant son intérêt personnel, privé, alors il trahit la volonté générale et corrompt le peuple comme entité politique. La volonté générale n'est pas non plus la volonté de tous, qui ne serait que l'addition des volontés individuelles.
La force du contrat social est que chacun veut « constamment le bonheur de chacun » des autres membres de l'association, ainsi « il n'y a personne qui ne s'approprie ce mot chacun, et qui ne songe à lui-même en votant pour tous » (Contrat social, II, IV).

## Philosophie

### Jean-Jacques Rousseau
La volonté générale naît du rousseauisme. Le philosophe de Genève utilise le concept dans plusieurs de ses écrits. On remarque une première utilisation dans Émile, ou De l'éducation, où il écrit :
« À l'instant que le peuple considère en particulier un ou plusieurs de ses membres, le peuple se divise. Il se forme entre le tout et sa partie une relation qui en fait deux êtres séparés, dont la partie est l'un, et le tout moins cette partie est l'autre. Mais le tout moins une partie n'est pas le tout ; tant que ce rapport subsiste il n'y a donc plus de tout, mais deux parties inégales.

Au contraire quand tout le peuple statue sur tout le peuple, il ne considère que lui-même, et s'il se forme un rapport, c'est de l'objet entier sous un point de vue à l'objet entier sous un autre point de vue, sans aucune division du tout. Alors l'objet sur lequel on statue est général, et la volonté qui statue est aussi générale. » (Émile ou De l'éducation, livre V, Pléiade, p. 842.)
Le terme ne trouve sa véritable utilisation que plus tard, dans le Contrat social. Ici, Rousseau soutient que la volonté générale (ou volonté du peuple) fonde la légitimité du pouvoir politique. Les forces de l’État peuvent seulement être dirigées par la volonté générale (l’accord des intérêts particuliers) pour tendre vers le bien commun. La souveraineté populaire peut être déléguée, en s’accordant provisoirement avec la volonté d’un homme, mais ne saurait se soumettre dans la durée à la volonté d'un seul homme.
La volonté générale ne correspond pas à la volonté de la majorité : elle est, d'après Rousseau, « la somme des différences de la volonté de tous », à laquelle on a donc ôté les plus et les moins qui s'entre-détruisent. La volonté générale nécessite l'égalité de tous, via des lois visant l'intérêt général.

## Postérité
Ce concept eut une grande influence sur les grands orateurs de la Révolution française ; il est explicitement mentionné, par exemple, à l' article six de la Déclaration des droits de l' homme et du citoyen composé en 1789 et dans la Déclaration des droits de la femme et de la citoyenne d'Olympe de Gouges.

« La Loi est l'expression de la volonté générale. Tous les Citoyens ont droit de concourir personnellement, ou par leurs Représentants, à sa formation. Elle doit être la même pour tous (...). Article 6, Déclaration des droits de l'homme et du citoyen de 1789 »

Néanmoins, dans cet article 6 de la Déclaration des droits de l'homme et du citoyen de 1789, le terme « Représentant » (et par conséquent l'utilisation de ce terme dans le domaine législatif) ne respecterait pas réellement la volonté générale rousseauiste originelle car dans une analyse qui provient du contrat social de Jean-Jacques Rousseau, le mandat représentatif est incompatible dans le domaine législatif, car la volonté générale ne se représente pas, elle s'exprime :
« La souveraineté ne peut être représentée, par la même raison qu'elle ne peut être aliénée ; elle consiste essentiellement dans la volonté générale, et la volonté ne se représente point : elle est la même, ou elle est autre ; il n'y a point de milieu. Les députés du peuple ne sont donc ni ne peuvent être ses représentants, ils ne sont que ses commissaires ; ils ne peuvent rien conclure définitivement. Toute loi que le peuple en personne n'a pas ratifiée est nulle ; ce n'est point une loi. » (Jean-Jacques Rousseau, Du contrat social)
De plus, l'évocation de droits naturels dans ce texte, en particulier celui de la propriété (la propriété selon Rousseau est davantage un concept caractéristique de la société civile plutôt qu'un droit naturel présent dans la nature humaine), la Déclaration des droits de l'homme et du citoyen de 1789 ressemble davantage à un contractualisme lockéen plutôt que rousseauiste.
Ce concept a également beaucoup influencé John Rawls pour la construction de son concept de voile d'ignorance.